# San Martino di Lota
San Martino di Lota (in francese San-Martino-di-Lota, in corso San Martinu di Lota) è un comune francese di 2 792 abitanti situato nel dipartimento dell'Alta Corsica nella regione della Corsica.

## Società

### Evoluzione demografica
Abitanti censiti